# Alexander Löhr
Alexander Löhr (20 de maig de 1885 - 26 de febrer de 1947) fou un comandant de la Força Aèria austríaca durant els anys trenta i, després de l'annexió d'Àustria, fou comandant de la Luftwaffe. Löhr va servir a la Luftwaffe durant la Segona Guerra Mundial i es va convertir en comandant en cap del sud-est d'Europa. Löhr va ser un dels tres antics austríacs que van ascendir al grau de Generaloberst dins de la Wehrmacht alemanya. Els altres dos van ser Erhard Raus i Lothar Rendulic.
Löhr fou capturat pels partisans iugoslaus el 9 de maig de 1945 i intentà negociar el pas segur de les seves tropes a Àustria, la qual cosa fou rebutjada. Va aconseguir escapar de la seva custòdia i va ser recapturat el 13 de maig. Posteriorment, va ser jutjat i condemnat per crims de guerra pel govern iugoslau per les represàlies antipartisanes comeses sota el seu comandament i el bombardeig de Belgrad el 1941. Va ser executat mitjançant un escamot d'afusellament el 26 de febrer de 1947 a Belgrad, Iugoslàvia.

## Biografia
Löhr va néixer el 20 de maig de 1885 a Turnu-Severin, al Regne de Romania. Era el fill petit de Friedrich Johann Löhr i la seva esposa Catherine, nascuda Heimann. El seu pare havia exercit com a segon capità en un vaixell hospital al mar Negre durant la guerra russoturca. Aquí el seu pare havia conegut la seva mare, una infermera jueva-ucraïnesa. Era filla del metge militar jueu Mihail Alexandròvitx Heimann d'Odessa. Després de la guerra, es van casar el 1879 i es van traslladar a Turnu-Severin a Romania. El matrimoni va tenir tres fills, Friedrich nascut el 1880, Michael nascut el 1882, i Alexander el 1885. A causa de la fe de la seva mare, va pertànyer a l'Església Ortodoxa. Löhr, igual que els seus germans, va assistir a l'escola primària alemanya imperial de Turnu-Severin.
Els germans van créixer parlant quatre idiomes: alemany, rus, francès i romanès. Les diverses nacionalitats de l'estat multinacional d'Àustria-Hongria i la seva situació familiar particular van ser els factors que l'han impulsat. El seu pare parlava poc rus i la seva mare amb prou feines alemany, la conseqüència era que la llengua familiar era el francès. El seu pare va ser traslladat a Viena per negocis, on Löhr va completar la seva formació primària. Després va perseguir fer carrera a l'Armada austrohongaresa, que se li va negar per motius mèdics. Després va assistir a una escola secundària militar a Kaschau, l'actual Košice a Eslovàquia, el gener de 1896, on va romandre fins al 1900.
Löhr es va traslladar a l'escola de cadets d'infanteria de Temeswar, l'actual Timișoara a Romania, el gener de 1900. Fins al 1903 es va preparar per al servei militar sota la influència del subaltern. El 1903 va ser enviat a Viena, on va assistir a l'Acadèmia Militar Teresiana de Burg Wiener Neustadt fins al 1906. Löhr, juntament amb els seus dos germans, van viatjar a l'Imperi Rus, l'Imperi Otomà, Grècia i Egipte durant les vacances d'estiu. Mentre visitava familiars a Odessa, esdevingué testimoni del motí del cuirassat rus Potemkin a finals de juny de 1905. Es va graduar a l'acadèmia militar el 18 d'agost de 1906, aniversari de Francesc Josep I, amb una valoració general de "molt bona". El mateix dia, Löhr es va retirar com a segon tinent i es va oferir immediatament voluntari per al servei del Regiment d'Infanteria Imperial i Reial hongarès Núm. 85, on exercia de comandant de pelotó.

### Carrera inicial
Löhr va ocupar el càrrec de comandant de pelotó d'un batalló de pioners en el 85è Regiment d'Infanteria de l'Exèrcit Austrohongarès durant la Primera Guerra Mundial.
Löhr, que va ser ascendit a Major l'1 de juliol de 1920, va ser acceptat a les Forces Armades austríaces de nova creació l' 1 de setembre de 1920. . Cap al 1921, Löhr havia assolit el rang de tinent coronel. Entre el 1921 i el 1934 va ocupar nombrosos càrrecs de personal a l'exèrcit, inclòs el de director de la Força Aèria al Ministeri dels Exèrcits Federals. El 1934, se li va fer comandant de la petita força aèria austríaca, càrrec que va ocupar fins a l'annexió el 1938.
El 15 de març de 1938, Löhr va ser transferit a la Luftwaffe, on es va convertir en comandant de les forces de la Luftwaffe a Àustria. Aleshores havia estat ascendit a Generalleutnant. Va ser comandant de la Luftflotte 4 a l'est des de maig de 1939 fins a juny de 1942.

### Segona Guerra Mundial
Vegeu també: Operació Retribució (1941)

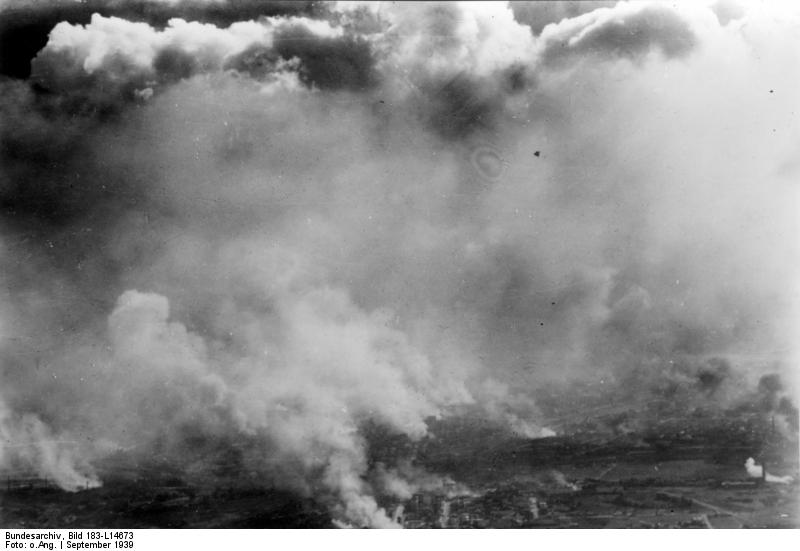
Varsòvia en flames, setembre de 1939

La Luftflotte 4 va dur a terme el bombardeig de Varsòvia, el setembre de 1939, i a Belgrad l'abril de 1941. Löhr havia desenvolupat un pla per bombardejar primer Belgrad amb bombes incendiàries, de manera que els incendis ajudessin al segon atac nocturn a trobar el objectius. Això va costar la vida a milers de persones.
Löhr va ser ascendit a coronel general efectiu el 3 de maig de 1941. Va comandar el 12è Exèrcit des del 12 de juliol de 1942 fins al desembre de 1942.

#### Comandant en cap del sud-est
Löhr va succeir al general der Pioniere Walter Kuntze com a comandant en cap del 12è exèrcit el 3 de juliol de 1942. Va ser nomenat comandant de la Wehrmacht al sud-est d'Europa l'1 d'agost de 1942, i a partir del 28 de desembre de 1942, aquest càrrec va ser designat com a comandant en cap al sud-est d'Europa. Les forces sota el seu comandament també van ser designades com a Grup d'Exèrcits E i va ser designat com a comandant. En aquest paper, Löhr controlava tots els comandaments subordinats del sud-est d'Europa, inclòs el general comandant a Sèrbia (Paul Bader), el comandant militar a la zona de Salonika-Egeu, el comandant militar del sud de Grècia, el comandant de Creta, el comandant naval al mar Egeu, el general plenipotenciari alemany a l'estat independent de Croàcia, el general comandant de les tropes alemanyes a Croàcia, i l'adjunt militar a Sofia. Löhr Löhr va organitzar la quarta i cinquena ofensives contra els partisans iugoslaus el 1943, durant els quals la majoria dels presos, inclosos els ferits, van ser executats al lloc. Com a comandant en cap del Grup E de l'Exèrcit, Löhr va supervisar la campanya del Dodecanès. El 26 d'agost de 1944, quan els aliats conduïen a Alemanya en tres fronts, Hitler va ordenar a Löhr que comenci a evacuar el Grup E de l'Exèrcit de Grècia i es desplacés cap al nord per defensar la Pàtria.
Al final de la guerra a Europa, Löhr va rebre ordres de rendició incondicional, però va dirigir les seves forces cap a Àustria. Segons l'historiador Jozo Tomasevich, Löhr va ser capturat per la 14a Divisió eslovena a Eslovènia el 9 de maig de 1945 i va intentar negociar el pas de les seves tropes a Àustria. Es va rebutjar i es va imposar a Löhr per dictar ordres de deixar de lluitar, que les tropes van desobeir. Va escapar, va derogar la seva ordre de la rendició i va continuar amb l'intent de ruptura. Després d'una intensa intervenció, Löhr va ser recapturat el 13 de maig.

### Condemna i execució
Löhr va ser empresonat per Iugoslàvia del 15 de maig del 1945 al 26 de febrer de 1947. Va ser jutjat i condemnat per crims de guerra comesos durant les operacions antipartisanes de 1943, inclosa la matança d'ostatges i la crema de pobles i prescindint de la rendició incondicional d'Alemanya. El va executar un escamot d'afusellament el 26 de febrer de 1947 a Belgrad. També van ser condemnats a mort i executats a la forca el comandant de les SS August Schmidhuber i els oficials d'alt rang de la Wehrmacht Johann Fortner, Fritz Neidholdt, Günther Tribukait, i altres.

## Condecoracions
- Creu de cavaller amb distintiu de guerra de l'orde de Francesc Josep (Àustria-Hongria)
- Creu del Mèrit Militar de 3a classe amb distintiu de guerra i espases (Àustria-Hongria)
- Medalla del Mèrit Militar en bronze amb distintiu de guerra i espases (Àustria-Hongria)
- Medalla del Mèrit Militar en plata amb distintiu de guerra i espases (Àustria-Hongria)
- Medalla dels Ferits amb 4 barres (Àustria-Hongria)
- Orde del Mèrit Militar de 4a classe amb espases (Baviera)
- Creu de Ferro 1914 de 2a classe
- Creu de Ferro 1914 de 1a classe
- Creu d'Honor 1914-1918
- Creu de Ferro 1939 de 2a classe
- Creu de Ferro 1939 de 1a classe
- Medalla de plata al llarg servei a la Luftwaffe (4 anys)
- Creu de Cavaller de la Creu de Ferro amb Fulles de Roure (20 de gener de 1945)
  -  Creu de Cavaller (30 de setembre de 1939)
- Insígnia combinada de Pilot–Observador en Or i Diamants
- 11 mencions al Wehrmachtbericht (12 d'abril de 1941, 23 d'abril de 1941, 8 d'agost de 1941, 11 d'octubre de 1941, 12 d'octubre de 1941, 19 de maig de 1942, 20 de maig de 1942, 30 de maig de 1942, 26 de juny de 1944, 19 de gener de 1945 i 9 de maig de 1945)